# HD 4113 b
HD 4113 b は、地球からちょうこくしつ座の方角に約140光年離れた位置にある連星系 HD 4113 の主星 HD 4113 A の周囲を公転している太陽系外惑星である。

## 概要
HD 4113 b は、2007年にラ・シヤ天文台で行われたドップラー分光法での観測から発見された。少なくとも木星の1.7倍の質量を持つ巨大ガス惑星とみられる。軌道離心率が0.9にも及ぶ、彗星のような極端な楕円軌道をおよそ1年半の公転周期で公転している。軌道長半径は 1.28 au（約1億9000万 km）だが、とても極端に歪んだ軌道のため、計算上では近点では約 0.13 au（約1900万 km）まで主星に接近し、遠点では約 2.43 au（約3億6000万 km）まで遠ざかることになる。動的シミュレーションからは、HD 4113 b のさらに外側を公転している褐色矮星の伴星 HD 4113 C との相互作用による古在メカニズムで最初は真円に近かった軌道がこれほど極端に歪んだ可能性が高いことが示されている。